# خوسيه مانويل ناخيرا
خوسيه مانويل ناخيرا (بالإسبانية: José Manuel Nájera)‏ (3 سبتمبر 1988 بميديلين في كولومبيا - ) هو لاعب كرة قدم كولومبي في مركز الوسط. شارك مع منتخب كولومبيا لكرة القدم. أما مع النوادي، فقد لعب مع لا إكويداد ‏ وريال قرطاجنة.

## وصلات خارجية
- خوسيه مانويل ناخيرا على موقع ناشيونال فوتبول تيمز (الإنجليزية)